# Macrolobium wurdackii
Macrolobium wurdackii är en ärtväxtart som beskrevs av John Macqueen Cowan. Macrolobium wurdackii ingår i släktet Macrolobium och familjen ärtväxter. Inga underarter finns listade i Catalogue of Life.